# Großsteingrab Jørlunde
Das Großsteingrab Jørlunde (früher Hjørlunde) war eine megalithische Grabanlage der jungsteinzeitlichen Nordgruppe der Trichterbecherkultur im Kirchspiel Jørlunde in der dänischen Kommune Frederikssund. Es wurde 1925/26 zerstört.

## Lage
Das Grab lag südlich von Slangerup am Slagslundevej. Der Standort ist heute überbaut. In der näheren Umgebung gibt bzw. gab es zahlreiche weitere megalithische Grabanlagen.

## Forschungsgeschichte
Im Jahr 1890 führten Mitarbeiter des Dänischen Nationalmuseums eine Dokumentation der Fundstelle durch. 1925/26 wurde das Grab abgetragen.

## Beschreibung
Die Anlage besaß eine nord-südlich orientierte, leicht trapezförmige Hügelschüttung mit einer Länge von etwa 30 m und einer Breite von etwa 9 m im Norden bzw. 8,5 m im Süden. Von der Umfassung waren 1890 noch 18 Steine erhalten: zwei im Süden, acht im Osten, zwei im Norden und sechs im Westen. Auf dem Hügel lagen mehrere große, teilweise gesprengte Steine, vielleicht Reste einer oder mehrerer zerstörter Grabkammern.